# Alocasia decipiens
Alocasia decipiens är en kallaväxtart som beskrevs av Heinrich Wilhelm Schott. Alocasia decipiens ingår i släktet Alocasia och familjen kallaväxter. Inga underarter finns listade.